# 李汝伦
李汝伦（1930年2月—2010年2月1日），男，吉林扶余人，中国诗人、古典文学研究家、编辑家，曾任中华诗词学会副会长、名誉会长。